# Kaji
Kaji (Qayi, Kayi) su turkijsko pleme čiji su potomci današnji Turci iz Turske, kao i njihovi izdanci u Makedoniji, Kosovu, Grčkoj i Cipru. Nastali su izdvajanjem jednog dijela Turaka pod vodstvom poglavice Osmana (عثمان بن أرطغرل) od šire zajednice Oguza. Qayi čine jezgru turskog naroda koji će po Osmanu biti prozvani Osmanlijama ili Otomanskim Turcima (vidi). 
Do migracije Kaja doći će nakon što Mongoli od 1206-1209 poharaju sjevernu Perziju i potakoše Ertuğrula da krene sredinom 13. stoljeća na zapad, sa snogom oko kojih '400 šatora'. Kaji su se nastanili na sjeverozapadu seldžučke države gdje se 1258. u gradu Sögüt rodio Osman, sin Ertuğrulov (أرطغرل; 1258-1326), koji 1288. uzima titulu sultana. Ovo ratoborno pleme do 1358. postalo je toliko moćno da su uspjeli ujediniti malene turske državice i započeti osvajanje Europe. Najpoznatiji su im vladari bili Osman (1288. – 1326.) i Orhan I. (1326. – 1359.). -Grad Söğüt u provinciji Bilecik smatra se kolijevkom otomanskog carstva (Devlet-i Âliye-yi Osmâniyye; دولت عالیه عثمانیه) odakle su Osman i njegovi ghazi krenuti u daljnja osvajanja u kojima su pale bizantske utvrde Bursa, Nikomedija (Nicomedia, Izmit) i Niceja (Nicaea). Turska vlast van Anatolije osjetit će se još 600 godina. Kako su turkijska plemena često imenovana po svojim vođama (kao na pr. Seldžuci po Seldžuku), tako će se i Osmanovi ghazi, koji su sebe nazivali Kajima, ubuduće zvati Osmanli, ili kako su ih pogrešno prozvali Otomanskim Turcima.

## Vanjske poveznice
- Bilecik, the cradle of the Ottoman Empire  Arhivirana inačica izvorne stranice od 28. rujna 2007. (Wayback Machine)
- Origins of the Ottomans